# Staré Heřminovy
Staré Heřminovy (en allemand : Alt Erbersdorf ; en polonais : Stare Herzminowy) est une commune du district de Bruntál, dans la région de Moravie-Silésie, en République tchèque. Sa population s'élevait à 188 habitants en 2021.

## Géographie
Staré Heřminovy se trouve à 5 km au sud-est de Horní Benešov, à 14 km à l'est-sud-est de Bruntál, à 48 km à l'ouest-nord-ouest d'Ostrava et à 229 km à l’est de Prague.
La commune est limitée par Horní Benešov et Horní Životice au nord, par Svobodné Heřmanice à l'est, par Jakartovice au sud et par Leskovec nad Moravicí à l'ouest.

## Histoire
La première mention écrite de la localité date de 1338.

## Patrimoine

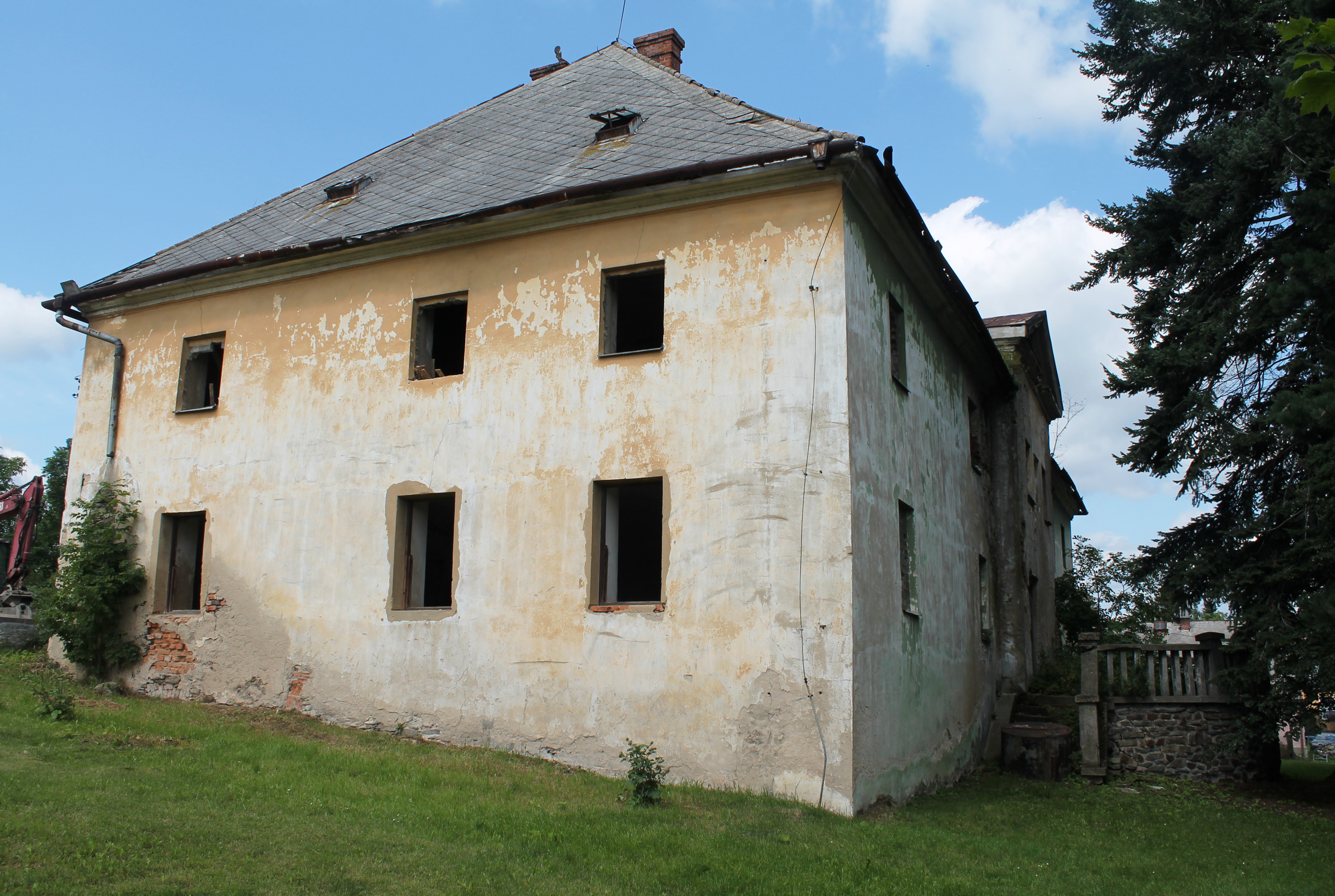
Château de Staré Heřminovy.
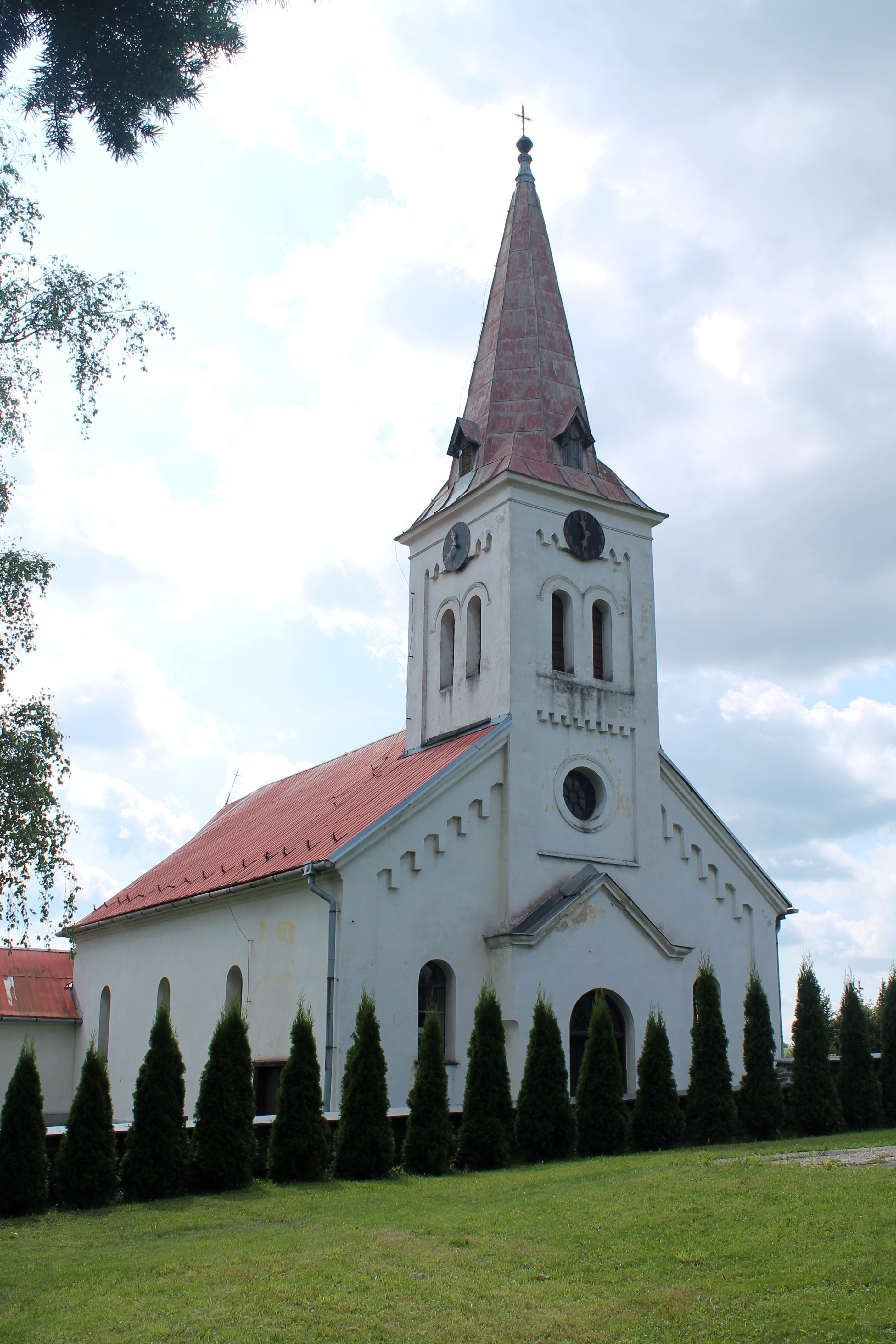
Église Saint-Wenceslas.

## Transports
Par la route, Staré Heřminovy se trouve à 5 km de Leskovec nad Moravicí, à 17 km de Bruntál, à 64 km d'Ostrava et à 304 km de Prague.